# Tour des Flandres 2014
La 98e édition du Tour des Flandres a eu lieu le 6 avril 2014. Il s'agit de la 8e épreuve de l'UCI World Tour 2014. Le départ est donné de Bruges pour une arrivée à Audenarde.

## Présentation
Ce Tour des Flandres est la troisième des quatre classiques flandriennes inscrites à l'UCI World Tour ainsi que le deuxième monument après Milan-San Remo. La course se déroule une semaine après Gand-Wevelgem et une semaine avant Paris-Roubaix.

### Parcours
- - Premier tour de circuit
  - Transition vers le deuxième tour de circuit
Note: Oudenaarde est le nom néerlandais d'Audenarde et Ronse celui de Renaix
- - Deuxième tour de circuit
  - Final

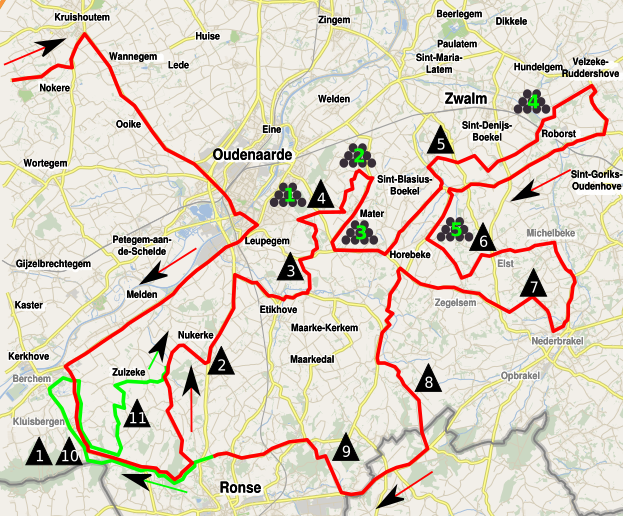
Note: Oudenaarde est le nom néerlandais d'Audenarde et Ronse celui de Renaix
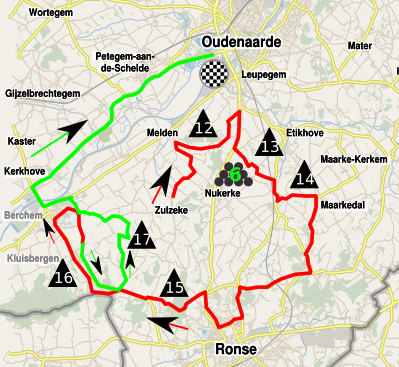

Dix-sept monts sont au programme de cette édition, pour la plupart recouverts de pavés,, :
| Num | Nom             | km    | Revêtement | Longueur (m) | Pente moyenne | km de l'arrivée |
| --- | --------------- | ----- | ---------- | ------------ | ------------- | --------------- |
| 1   | Vieux Quaremont | 108,7 | pavés      | 2 200        | 4 %           | 150,5           |
| 2   | Kortekeer (nl)  | 118,9 | asphalte   | 1 000        | 6,4 %         | 140,3           |
| 3   | Eikenberg       | 126,5 | pavés      | 1 300        | 6,2 %         | 132,7           |
| 4   | Wolvenberg      | 129,5 | asphalte   | 666          | 6,8 %         | 129,7           |
| 5   | Molenberg       | 142,3 | pavés      | 463          | 7 %           | 116,9           |
| 6   | Leberg          | 162,7 | asphalte   | 700          | 6,1 %         | 96,5            |
| 7   | Valkenberg      | 170,7 | asphalte   | 540          | 8,1 %         | 88,5            |
| 8   | Kaperij (nl)    | 181,3 | pavés      | 1 250        | 5 %           | 77,9            |
| 9   | Kanarieberg     | 188,7 |            | 1 000        | 7,7 %         | 70,5            |
| 10  | Vieux Quaremont | 204,6 | pavés      | 2 200        | 4 %           | 54,6            |
| 11  | Paterberg       | 208   | pavés      | 360          | 12,9 %        | 51,2            |
| 12  | Koppenberg      | 214,6 | pavés      | 600          | 11,6 %        | 44,6            |
| 13  | Steenbeekdries  | 220   | asphalte   | 700          | 5,3 %         | 39,2            |
| 14  | Taaienberg      | 222,4 | pavés      | 530          | 6,6 %         | 36,8            |
| 15  | Kruisberg       | 232,7 | asphalte   | 2 500        | 5 %           | 26,5            |
| 16  | Vieux Quaremont | 242,5 | pavés      | 2 200        | 4 %           | 16,7            |
| 17  | Paterberg       | 245,9 | pavés      | 360          | 12,9 %        | 13,3            |

En plus des traditionnels monts, il y a six secteurs pavés répartis sur 90 km :
| Num | Nom                | km    | Longueur (m) | km de l'arrivée |
| --- | ------------------ | ----- | ------------ | --------------- |
| 1   | Ruitersstraat (nl) | 129,6 | 800          | 129,6           |
| 2   | Kerkgate           | 132,9 | 2 650        | 126,3           |
| 3   | Holleweg (nl)      | 135,5 | 350          | 123,7           |
| 4   | Paddestraat        | 147,2 | 2 300        | 112             |
| 5   | Haaghoek (nl)      | 159,8 | 2 000        | 99,4            |
| 6   | Mariaborrestraat   | 218,7 | 2 000        | 40,5            |

### Équipes
L'organisateur a communiqué la liste des équipes invitées le 27 mars 2014. Vingt-cinq équipes participent à ce Tour des Flandres - dix-huit ProTeams et sept équipes continentales professionnelles :
| ProTeams (18)- AG2R La Mondiale - Astana - Belkin - BMC Racing Team - Cannondale - Team Europcar - FDJ.fr - Garmin-Sharp - Giant-Shimano - Katusha - Lampre-Merida - Lotto-Belisol - Movistar Team - Omega Pharma-Quick Step - Orica-GreenEDGE - Sky - Tinkoff-Saxo - Trek Factory Racing Équipes continentales professionnelles (7)- Androni Giocattoli-Venezuela - Cofidis, Solutions Crédits - IAM Cycling - MTN-Qhubeka - NetApp-Endura - Topsport Vlaanderen-Baloise - Wanty-Groupe Gobert |
| |

### Favoris
Les trois principaux favoris de la course sont Tom Boonen, triple vainqueur de l'épreuve (2005, 2006 et 2012) et récent 5e à Gand-Wevelgem, Fabian Cancellara, qui s'est imposé 2 fois (2010 et 2013) et vient de terminer 2e de Milan-San Remo, et Peter Sagan qui a terminé second l'année précédente et récent vainqueur du Grand Prix E3 et 3e à Gand-Wevelgem. Sep Vanmarcke, qui vient de terminer dans le top 5 de Gand-Wevelgem et du Grand Prix E3, est également pointé du doigt.

## Classements

### Classement final
| \| Classement général \| Classement général \| Classement général \| Classement général \| Classement général \| \| Coureur \| Coureur \| Pays \| Équipe \| Temps \| \| ------------------ \| ------------------- \| ------------------ \| ----------------------- \| ------------------ \| \| 1er \| Fabian Cancellara \| Suisse \| Trek Factory Racing \| 6 h 15 min 18 s \| \| 2e \| Greg Van Avermaet \| Belgique \| BMC Racing Team \| + 0 s \| \| 3e \| Sep Vanmarcke \| Belgique \| Belkin \| + 0 s \| \| 4e \| Stijn Vandenbergh \| Belgique \| Omega Pharma-Quick Step \| + 0 s \| \| 5e \| Alexander Kristoff \| Norvège \| Katusha \| + 8 s \| \| 6e \| Niki Terpstra \| Pays-Bas \| Omega Pharma-Quick Step \| + 18 s \| \| 7e \| Tom Boonen \| Belgique \| Omega Pharma-Quick Step \| + 35 s \| \| 8e \| Geraint Thomas \| Royaume-Uni \| Team Sky \| + 37 s \| \| 9e \| Björn Leukemans \| Belgique \| Wanty-Groupe Gobert \| + 41 s \| \| 10e \| Sebastian Langeveld \| Pays-Bas \| Garmin-Sharp \| + 43 s \| \| 11e \| Vincent Jérôme \| France \| Team Europcar \| + 1 min 12 s \| \| 12e \| Marcus Burghardt \| Allemagne \| BMC Racing Team \| + 1 min 12 s \| \| 13e \| Nicki Sørensen \| Danemark \| Tinkoff-Saxo \| + 1 min 15 s \| \| 14e \| Dries Devenyns \| Belgique \| Giant-Shimano \| + 1 min 19 s \| \| 15e \| John Degenkolb \| Allemagne \| Giant-Shimano \| + 1 min 25 s \| \| 16e \| Peter Sagan \| Slovaquie \| Cannondale \| + 1 min 25 s \| \| 17e \| Filippo Pozzato \| Italie \| Lampre-Merida \| + 1 min 25 s \| \| 18e \| Zdeněk Štybar \| Tchéquie \| Omega Pharma-Quick Step \| + 1 min 25 s \| \| 19e \| Sylvain Chavanel \| France \| IAM Cycling \| + 1 min 25 s \| \| 20e \| Sébastien Minard \| France \| AG2R La Mondiale \| + 1 min 25 s \| |                     |             |                         |                 |
| |                     |             |                         |                 |
| Source : ProCyclingStats |                     |             |                         |                 |
| Classement général |                     |             |                         |                 |
| Coureur | Coureur             | Pays        | Équipe                  | Temps           |
| 1er | Fabian Cancellara   | Suisse      | Trek Factory Racing     | 6 h 15 min 18 s |
| 2e | Greg Van Avermaet   | Belgique    | BMC Racing Team         | + 0 s           |
| 3e | Sep Vanmarcke       | Belgique    | Belkin                  | + 0 s           |
| 4e | Stijn Vandenbergh   | Belgique    | Omega Pharma-Quick Step | + 0 s           |
| 5e | Alexander Kristoff  | Norvège     | Katusha                 | + 8 s           |
| 6e | Niki Terpstra       | Pays-Bas    | Omega Pharma-Quick Step | + 18 s          |
| 7e | Tom Boonen          | Belgique    | Omega Pharma-Quick Step | + 35 s          |
| 8e | Geraint Thomas      | Royaume-Uni | Team Sky                | + 37 s          |
| 9e | Björn Leukemans     | Belgique    | Wanty-Groupe Gobert     | + 41 s          |
| 10e | Sebastian Langeveld | Pays-Bas    | Garmin-Sharp            | + 43 s          |
| 11e | Vincent Jérôme      | France      | Team Europcar           | + 1 min 12 s    |
| 12e | Marcus Burghardt    | Allemagne   | BMC Racing Team         | + 1 min 12 s    |
| 13e | Nicki Sørensen      | Danemark    | Tinkoff-Saxo            | + 1 min 15 s    |
| 14e | Dries Devenyns      | Belgique    | Giant-Shimano           | + 1 min 19 s    |
| 15e | John Degenkolb      | Allemagne   | Giant-Shimano           | + 1 min 25 s    |
| 16e | Peter Sagan         | Slovaquie   | Cannondale              | + 1 min 25 s    |
| 17e | Filippo Pozzato     | Italie      | Lampre-Merida           | + 1 min 25 s    |
| 18e | Zdeněk Štybar       | Tchéquie    | Omega Pharma-Quick Step | + 1 min 25 s    |
| 19e | Sylvain Chavanel    | France      | IAM Cycling             | + 1 min 25 s    |
| 20e | Sébastien Minard    | France      | AG2R La Mondiale        | + 1 min 25 s    |

### Classement individuel du WorldTour
La course attribue des points au classement UCI World Tour 2014 selon le barème suivant :
| Position           | 1er | 2e | 3e | 4e | 5e | 6e | 7e | 8e | 9e | 10e |
| Classement général | 100 | 80 | 70 | 30 | 50 | 40 | 30 | 20 | 10 | 4   |

## Liste des participants
- Liste de départ complète

| Légende | Légende                                                                    | Légende | Légende                                                    |
| ------- | -------------------------------------------------------------------------- | ------- | ---------------------------------------------------------- |
| Num     | Dossard de départ porté par le coureur sur ce Tour des Flandres            | Pos     | Position à l'arrivée de la course                          |
|         | Indique un maillot de champion national ou mondial, suivi de sa spécialité | NP      | Indique un coureur qui n'a pas pris le départ de la course |
| AB      | Indique un coureur qui n'a pas terminé la course                           | HD      | Indique un coureur qui a terminé la course hors des délais |

| Trek Factory Racing TFR | Trek Factory Racing TFR       | Trek Factory Racing TFR |
| ----------------------- | ----------------------------- | ----------------------- |
| Num                     | Coureur                       | Pos                     |
| 1                       | Fabian Cancellara (SUI)       | 1er                     |
| 2                       | Stijn Devolder (BEL) (Route)  | 86e                     |
| 3                       | Markel Irizar (ESP)           | 79e                     |
| 4                       | Yaroslav Popovych (UKR)       | AB                      |
| 5                       | Grégory Rast (SUI)            | AB                      |
| 6                       | Hayden Roulston (NZL) (Route) | AB                      |
| 7                       | Jesse Sergent (NZL)           | AB                      |
| 8                       | Jasper Stuyven (BEL)          | 61e                     |

| Cannondale CAN | Cannondale CAN             | Cannondale CAN |
| -------------- | -------------------------- | -------------- |
| Num            | Coureur                    | Pos            |
| 11             | Peter Sagan (SVK) (Route)  | 16e            |
| 12             | Fabio Sabatini (ITA)       | 41e            |
| 13             | Maciej Bodnar (POL)        | 38e            |
| 14             | Oscar Gatto (ITA)          | 25e            |
| 15             | Ted King (USA)             | AB             |
| 16             | Kristjan Koren (SLO)       | 74e            |
| 17             | Paolo Longo Borghini (ITA) | 57e            |
| 18             | Alan Marangoni (ITA)       | 83e            |

| Lotto-Belisol LTB | Lotto-Belisol LTB      | Lotto-Belisol LTB |
| ----------------- | ---------------------- | ----------------- |
| Num               | Coureur                | Pos               |
| 21                | Kris Boeckmans (BEL)   | AB                |
| 22                | Stig Broeckx (BEL)     | 42e               |
| 23                | Kenny Dehaes (BEL)     | AB                |
| 24                | Pim Ligthart (NED)     | AB                |
| 25                | Jürgen Roelandts (BEL) | AB                |
| 26                | Lars Ytting Bak (DEN)  | 66e               |
| 27                | Jens Debusschere (BEL) | AB                |
| 28                | Tony Gallopin (FRA)    | 23e               |

| Omega Pharma-Quick Step OPQ | Omega Pharma-Quick Step OPQ    | Omega Pharma-Quick Step OPQ |
| --------------------------- | ------------------------------ | --------------------------- |
| Num                         | Coureur                        | Pos                         |
| 31                          | Tom Boonen (BEL)               | 7e                          |
| 32                          | Iljo Keisse (BEL)              | 26e                         |
| 33                          | Nikolas Maes (BEL)             | AB                          |
| 34                          | Zdeněk Štybar (CZE)            | 18e                         |
| 35                          | Niki Terpstra (NED)            | 6e                          |
| 36                          | Matteo Trentin (ITA)           | 58e                         |
| 37                          | Guillaume Van Keirsbulck (BEL) | 44e                         |
| 38                          | Stijn Vandenbergh (BEL)        | 4e                          |

| AG2R La Mondiale ALM | AG2R La Mondiale ALM     | AG2R La Mondiale ALM |
| -------------------- | ------------------------ | -------------------- |
| Num                  | Coureur                  | Pos                  |
| 41                   | Davide Appollonio (ITA)  | AB                   |
| 42                   | Gediminas Bagdonas (LTU) | AB                   |
| 43                   | Steve Chainel (FRA)      | 28e                  |
| 44                   | Damien Gaudin (FRA)      | AB                   |
| 45                   | Hugo Houle (CAN)         | AB                   |
| 46                   | Sébastien Minard (FRA)   | 20e                  |
| 47                   | Lloyd Mondory (FRA)      | 27e                  |
| 48                   | Sébastien Turgot (FRA)   | 50e                  |

| Astana AST | Astana AST               | Astana AST |
| ---------- | ------------------------ | ---------- |
| Num        | Coureur                  | Pos        |
| 51         | Borut Božič (SLO)        | 49e        |
| 52         | Francesco Gavazzi (ITA)  | AB         |
| 53         | Andriy Grivko (UKR)      | 59e        |
| 54         | Dmitriy Gruzdev (KAZ)    | AB         |
| 55         | Daniil Fominykh (KAZ)    | AB         |
| 56         | Valentin Iglinskiy (KAZ) | AB         |
| 57         | Arman Kamyshev (KAZ)     | AB         |
| 58         | Ruslan Tleubayev (KAZ)   | AB         |

| Belkin BEL | Belkin BEL               | Belkin BEL |
| ---------- | ------------------------ | ---------- |
| Num        | Coureur                  | Pos        |
| 61         | Lars Boom (NED)          | 93e        |
| 62         | Tom Leezer (NED)         | 67e        |
| 63         | Bram Tankink (NED)       | 30e        |
| 64         | Maarten Tjallingii (NED) | 80e        |
| 65         | Jos van Emden (NED)      | 43e        |
| 66         | Sep Vanmarcke (BEL)      | 3e         |
| 67         | Robert Wagner (GER)      | AB         |
| 68         | Maarten Wynants (BEL)    | 34e        |

| BMC Racing BMC | BMC Racing BMC              | BMC Racing BMC |
| -------------- | --------------------------- | -------------- |
| Num            | Coureur                     | Pos            |
| 71             | Marcus Burghardt (GER)      | 12e            |
| 72             | Silvan Dillier (SUI)        | 46e            |
| 73             | Thor Hushovd (NOR) (Route)  | 90e            |
| 74             | Klaas Lodewyck (BEL)        | AB             |
| 75             | Taylor Phinney (USA)        | 40e            |
| 76             | Manuel Quinziato (ITA)      | 56e            |
| 77             | Michael Schär (SUI) (Route) | 70e            |
| 78             | Greg Van Avermaet (BEL)     | 2e             |

| FDJ.fr FDJ | FDJ.fr FDJ               | FDJ.fr FDJ |
| ---------- | ------------------------ | ---------- |
| Num        | Coureur                  | Pos        |
| 81         | William Bonnet (FRA)     | 63e        |
| 82         | David Boucher (FRA)      | AB         |
| 83         | Mickaël Delage (FRA)     | AB         |
| 84         | Arnaud Démare (FRA)      | AB         |
| 85         | Murilo Fischer (BRA)     | AB         |
| 86         | Matthieu Ladagnous (FRA) | 69e        |
| 87         | Johan Le Bon (FRA)       | AB         |
| 88         | Yoann Offredo (FRA)      | 21e        |

| Garmin-Sharp GRS | Garmin-Sharp GRS          | Garmin-Sharp GRS |
| ---------------- | ------------------------- | ---------------- |
| Num              | Coureur                   | Pos              |
| 91               | Jack Bauer (NZL)          | 81e              |
| 92               | Tyler Farrar (USA)        | 47e              |
| 93               | Raymond Kreder (NED)      | AB               |
| 94               | Sebastian Langeveld (NED) | 10e              |
| 95               | David Millar (GBR)        | AB               |
| 96               | Steele Von Hoff (AUS)     | AB               |
| 97               | Dylan van Baarle (NED)    | 89e              |
| 98               | Johan Vansummeren (BEL)   | AB               |

| Lampre-Merida LAM | Lampre-Merida LAM         | Lampre-Merida LAM |
| ----------------- | ------------------------- | ----------------- |
| Num               | Coureur                   | Pos               |
| 101               | Niccolò Bonifazio (ITA)   | AB                |
| 102               | Davide Cimolai (ITA)      | 91e               |
| 103               | Elia Favilli (ITA)        | AB                |
| 104               | Sacha Modolo (ITA)        | AB                |
| 105               | Andrea Palini (ITA)       | AB                |
| 106               | Filippo Pozzato (ITA)     | 17e               |
| 107               | Maximiliano Richeze (ARG) | AB                |
| 108               | Luca Wackermann (ITA)     | AB                |

| Movistar MOV | Movistar MOV              | Movistar MOV |
| ------------ | ------------------------- | ------------ |
| Num          | Coureur                   | Pos          |
| 111          | Andrey Amador (CRC)       | 33e          |
| 112          | Alex Dowsett (GBR)        | AB           |
| 113          | Imanol Erviti (ESP)       | 55e          |
| 114          | José Iván Gutiérrez (ESP) | AB           |
| 115          | Juan José Lobato (ESP)    | AB           |
| 116          | Dayer Quintana (COL)      | AB           |
| 117          | Jasha Sütterlin (GER)     | AB           |
| 118          | Francisco Ventoso (ESP)   | AB           |

| Orica-GreenEDGE OGE | Orica-GreenEDGE OGE   | Orica-GreenEDGE OGE |
| ------------------- | --------------------- | ------------------- |
| Num                 | Coureur               | Pos                 |
| 121                 | Mitchell Docker (AUS) | 97e                 |
| 122                 | Luke Durbridge (AUS)  | AB                  |
| 123                 | Mathew Hayman (AUS)   | 51e                 |
| 124                 | Michael Hepburn (AUS) | 98e                 |
| 125                 | Daryl Impey (RSA)     | 52e                 |
| 126                 | Jens Keukeleire (BEL) | 37e                 |
| 127                 | Jens Mouris (NED)     | AB                  |
| 128                 | Svein Tuft (CAN)      | AB                  |

| Europcar EUC | Europcar EUC           | Europcar EUC |
| ------------ | ---------------------- | ------------ |
| Num          | Coureur                | Pos          |
| 131          | Jérôme Cousin (FRA)    | 94e          |
| 132          | Antoine Duchesne (CAN) | AB           |
| 133          | Jimmy Engoulvent (FRA) | AB           |
| 134          | Yohann Gène (FRA)      | AB           |
| 135          | Tony Hurel (FRA)       | AB           |
| 136          | Vincent Jérôme (FRA)   | 11e          |
| 137          | Yannick Martinez (FRA) | 75e          |
| 138          | Alexandre Pichot (FRA) | 39e          |

| Giant-Shimano GIA | Giant-Shimano GIA                 | Giant-Shimano GIA |
| ----------------- | --------------------------------- | ----------------- |
| Num               | Coureur                           | Pos               |
| 141               | Nikias Arndt (GER)                | AB                |
| 142               | Roy Curvers (NED)                 | 85e               |
| 143               | Koen de Kort (NED)                | 54e               |
| 144               | John Degenkolb (GER)              | 15e               |
| 145               | Dries Devenyns (BEL)              | 14e               |
| 146               | Reinardt Janse van Rensburg (RSA) | 64e               |
| 147               | Ramon Sinkeldam (NED)             | 88e               |
| 148               | Bert De Backer (BEL)              | AB                |

| Katusha KAT | Katusha KAT                     | Katusha KAT |
| ----------- | ------------------------------- | ----------- |
| Num         | Coureur                         | Pos         |
| 151         | Vladimir Gusev (RUS)            | 77e         |
| 152         | Vladimir Isaychev (RUS) (Route) | AB          |
| 153         | Alexander Kristoff (NOR)        | 5e          |
| 154         | Aliaksandr Kuschynski (BLR)     | 100e        |
| 155         | Viatcheslav Kouznetsov (RUS)    | AB          |
| 156         | Luca Paolini (ITA)              | 36e         |
| 157         | Gatis Smukulis (LAT)            | AB          |
| 158         | Alexey Tsatevitch (RUS)         | 82e         |

| Sky SKY | Sky SKY                    | Sky SKY |
| ------- | -------------------------- | ------- |
| Num     | Coureur                    | Pos     |
| 161     | Edvald Boasson Hagen (NOR) | 22e     |
| 162     | Bernhard Eisel (AUT)       | 60e     |
| 163     | Christian Knees (GER)      | 95e     |
| 164     | Salvatore Puccio (ITA)     | 65e     |
| 165     | Gabriel Rasch (NOR)        | AB      |
| 166     | Luke Rowe (GBR)            | 62e     |
| 167     | Geraint Thomas (GBR)       | 8e      |
| 168     | Bradley Wiggins (GBR)      | 32e     |

| Tinkoff-Saxo TCS | Tinkoff-Saxo TCS              | Tinkoff-Saxo TCS |
| ---------------- | ----------------------------- | ---------------- |
| Num              | Coureur                       | Pos              |
| 171              | Daniele Bennati (ITA)         | AB               |
| 172              | Manuele Boaro (ITA)           | AB               |
| 173              | Matti Breschel (DEN)          | AB               |
| 174              | Christopher Juul Jensen (DEN) | 84e              |
| 175              | Michal Kolář (SVK)            | AB               |
| 176              | Karsten Kroon (NED)           | 102e             |
| 177              | Nicki Sørensen (DEN)          | 13e              |
| 178              | Nikolay Trusov (RUS)          | AB               |

| Androni Giocattoli-Venezuela AND | Androni Giocattoli-Venezuela AND | Androni Giocattoli-Venezuela AND |
| -------------------------------- | -------------------------------- | -------------------------------- |
| Num                              | Coureur                          | Pos                              |
| 181                              | Marco Bandiera (ITA)             | 87e                              |
| 182                              | Omar Bertazzo (ITA)              | AB                               |
| 183                              | Patrick Facchini (ITA)           | AB                               |
| 184                              | Johnny Hoogerland (NED) (Route)  | AB                               |
| 185                              | Antonio Parrinello (ITA)         | AB                               |
| 186                              | Jackson Rodríguez (VEN)          | AB                               |
| 187                              | Nicola Testi (ITA)               | AB                               |
| 188                              | Andrea Zordan (ITA)              | AB                               |

| Cofidis COF | Cofidis COF            | Cofidis COF |
| ----------- | ---------------------- | ----------- |
| Num         | Coureur                | Pos         |
| 191         | Edwig Cammaerts (BEL)  | AB          |
| 192         | Julien Fouchard (FRA)  | AB          |
| 193         | Egoitz García (ESP)    | 73e         |
| 194         | Gert Jõeäär (EST)      | 92e         |
| 195         | Cyril Lemoine (FRA)    | 48e         |
| 196         | Adrien Petit (FRA)     | AB          |
| 197         | Florian Sénéchal (FRA) | AB          |
| 198         | Romain Zingle (BEL)    | AB          |

| IAM | IAM                               | IAM |
| --- | --------------------------------- | --- |
| Num | Coureur                           | Pos |
| 201 | Sylvain Chavanel (FRA)            | 19e |
| 202 | Martin Elmiger (SUI)              | AB  |
| 203 | Kevyn Ista (BEL)                  | AB  |
| 204 | Sébastien Hinault (FRA)           | AB  |
| 205 | Dominic Klemme (GER)              | AB  |
| 206 | Roger Kluge (GER)                 | 96e |
| 207 | Jérôme Pineau (FRA)               | 76e |
| 208 | Aleksejs Saramotins (LAT) (Route) | AB  |

| MTN-Qhubeka MTN | MTN-Qhubeka MTN           | MTN-Qhubeka MTN |
| --------------- | ------------------------- | --------------- |
| Num             | Coureur                   | Pos             |
| 211             | Gerald Ciolek (GER)       | AB              |
| 212             | Songezo Jim (RSA)         | AB              |
| 213             | Ignatas Konovalovas (LTU) | 29e             |
| 214             | Martin Reimer (GER)       | AB              |
| 215             | Johann van Zyl (RSA)      | AB              |
| 216             | Andreas Stauff (GER)      | AB              |
| 217             | Jay Robert Thomson (RSA)  | 99e             |
| 218             | Jacobus Venter (RSA)      | AB              |

| NetApp-Endura TNE | NetApp-Endura TNE         | NetApp-Endura TNE |
| ----------------- | ------------------------- | ----------------- |
| Num               | Coureur                   | Pos               |
| 221               | Jan Bárta (CZE)           | 31e               |
| 222               | Sam Bennett (IRL)         | AB                |
| 223               | Zakkari Dempster (AUS)    | 53e               |
| 224               | Blaž Jarc (SLO)           | AB                |
| 225               | Ralf Matzka (GER)         | AB                |
| 226               | Andreas Schillinger (GER) | AB                |
| 227               | Michael Schwarzmann (GER) | AB                |
| 228               | Scott Thwaites (GBR)      | 78e               |

| Topsport Vlaanderen-Baloise TSV | Topsport Vlaanderen-Baloise TSV | Topsport Vlaanderen-Baloise TSV |
| ------------------------------- | ------------------------------- | ------------------------------- |
| Num                             | Coureur                         | Pos                             |
| 231                             | Tim Declercq (BEL)              | AB                              |
| 232                             | Yves Lampaert (BEL)             | AB                              |
| 233                             | Edward Theuns (BEL)             | AB                              |
| 234                             | Tom Van Asbroeck (BEL)          | 71e                             |
| 235                             | Preben Van Hecke (BEL)          | 68e                             |
| 236                             | Kenneth Vanbilsen (BEL)         | 72e                             |
| 237                             | Zico Waeytens (BEL)             | 35e                             |
| 238                             | Jelle Wallays (BEL)             | AB                              |

| Wanty-Groupe Gobert WGG | Wanty-Groupe Gobert WGG   | Wanty-Groupe Gobert WGG |
| ----------------------- | ------------------------- | ----------------------- |
| Num                     | Coureur                   | Pos                     |
| 241                     | Laurens De Vreese (BEL)   | 24e                     |
| 242                     | Jempy Drucker (LUX)       | AB                      |
| 243                     | Tim De Troyer (BEL)       | AB                      |
| 244                     | Wesley Kreder (NED)       | AB                      |
| 245                     | Björn Leukemans (BEL)     | 9e                      |
| 246                     | Mirko Selvaggi (ITA)      | 45e                     |
| 247                     | James Vanlandschoot (BEL) | 101e                    |
| 248                     | Frederik Veuchelen (BEL)  | AB                      |